# Rock'n Coke
Pour les articles homonymes, voir Coke.
 (décembre 2014).
Si vous disposez d'ouvrages ou d'articles de référence ou si vous connaissez des sites web de qualité traitant du thème abordé ici, merci de compléter l'article en donnant les références utiles à sa vérifiabilité et en les liant à la section « Notes et références ».
Rock’n Coke est le plus grand festival de musique organisé en plein air à Istanbul. Il se tient habituellement sur le tarmac de l’aéroport de Hezarfen.

## Organisation
Tursab[Qui ?] coordonne la participation internationale de ce festival qui a pour but d’offrir pendant deux jours un style de vie alternatif à 50 000 personnes en construisant un immense village de rock au bord du lac Büyükçekmece.
Le festival Rock’n Coke est organisé et produit par la Fondation des Arts et de la Culture d’Istanbul et Pozitif.

## Past Performances

### Rock 'n Coke 2006
Main Stage
- Muse
- Placebo
- Kasabian
- Gogol Bordello
- Şebnem Ferah
- Mercury Rev
- Hayko Cepkin
- The Sisters of Mercy
- Duman
- Editors
- Reamonn
- Vega
- Ogün Sanlısoy
- Yüksek Sadakat

Burn Stage
- Danny Howells
- Demi
- Tangun
- The Glimmers
- Mabba & Style-İST
- Portecho
- West End Girls
- Dandadadan
- Aydilge
- Tiga
- Hyper
- Headman
- Ali & Ozan
- The Rogers Sisters
- Direc-t
- Dorian

### Rock'n Coke 2005
Main Stage
- The Cure
- KoЯn
- The Offspring
- Apocalyptica
- Skin
- Şebnem Ferah
- The Tears
- Hot Hot Heat
- Ceza
- Naca O Zumbi
- Pamela Spence
- Replikas
- MaNga
- Rashit Hanin Elias

Burn Stage
- Timo Maas
- Tamburada
- Karargah
- Murat Beşer
- Angie Reed
- Style-ist
- Evil Nine
- Eden & Batu
- Jonny Rock
- Tom Middleton
- Emre & Tutan
- Ricardo Villalobos
- Barış K
- The Rootsman
- 110
- Sid Le Rock Reynold
- Mabbas
- The Bays
- Murat Uncuoğlu & Shovell
- Alex Smoke
- Ellen Allien
- Mylo

### Rock'n Coke 2004
Main Stage
- Iggy & The Stooges
- The Rasmus
- 50 Cent
- MFÖ
- Ash
- Sly & Robbie Taxigang
- Fun Lovin' Criminals
- The Orb
- dEUS
- Spiritualized
- Athena
- Wax Poetic
- Kurban
- Özlem Tekin
- 3 Colours Red
- Erkin Koray
- Kargo
- Rebel Moves

DJ Arena
- Carl Craig
- Richard Fearless
- The Jugula Sessions hosted by Neneh Cherry (DJ Set) & The Family
- Zion Train (Live)
- DJs Are Not Rockstars Princess Superstar & Alexander Technique on 4 Decks
- Kris Verex
- Orient Expressions (Live)
- P.O.P (Live)
- Barış K
- Krush (Live)
- Etienne de Crécy
- Jo Jo De Freq
- Psychonauts
- Twilight Circus Dub Sound System
- Asher Selector
- Hakan Kurşun (Live)
- Agentorange
- İsmet

### Rock'n Coke 2003
- Pet Shop Boys
- The Cardigans
- Suede
- Simple Minds
- Echo & the Bunnymen
- Hooverphonic
- MFÖ
- Athena
- DreadZone
- Guano Apes
- Sugababes
- Duman
- Mercan Dede feat. Athena
- Nil Karaibrahimgil
- Rashit
- Dirty Vegas
- Dead Kennedys
- The Delgados

DJ Arena
- Phil Hartnoll
- Paul Daley
- Lisa Pin-Up
- Arkın Allen (Mercan Dede)
- Fuchs
- Daddy G
- Felix Da Housecat
- Marshall Jefferson
- Slam
- Mabbas
- Yakuza
- Style-ist